# Polygala fragilis
Polygala fragilis är en jungfrulinsväxtart som beskrevs av Jorge Américo Rodrigues Paiva. Polygala fragilis ingår i släktet jungfrulinssläktet, och familjen jungfrulinsväxter. Inga underarter finns listade i Catalogue of Life.